# Animal Crossing: Wild World
L'Animal Crossing: Wild World és un videojoc de simulació de vida i a temps real per la consola Nintendo DS, que pertany a la franquícia creada per Nintendo, Animal Crossing. El jugador ha d'aconseguir millorar la seva relació envers els altres habitants del poble. Per fer-ho el jugador els haurà d'enviar cartes, regals, o haurà de fer encàrrecs. També s'ha de pagar una hipoteca que anirà augmentant proporcionalment a la mida de la casa, que es pot ampliar.

## Dades
El joc va sortir a la venda a Europa el 30 d'abril de 2006, té un mode Wi-fi per connectar-se en xarxa.
Després del seu llançament va rebre crítiques positives, obtenint puntuacions agregades de 86/100 a Metacritic i GameRankings. Wild World és el novè joc més venut a la Nintendo DS amb 11,75 milions de còpies venudes a tot el món el 31 de març de 2016. També es va tornar a llançar amb la Virtual Console de Wii U l'octubre de 2016.

## Argument
El joc comença dins un taxi en què es fan preguntes que determinen l'aspecte del personatge que representa el jugador. Després s'haurà d'entrar dins l'Ajuntament on ens donaran un mapa del poble. Quan ho hàgim fet, caldrà anar a buscar la nostra casa i quan sortim vindrà en "Tom Nook" i ens encarregarà uns treballs. Un cop acabats, podrem iniciar la nostra vida en llibertat.

## Edificis
A part de les cases hi ha altres edificis:
- L'ajuntament on hi ha el centre cívic, l'oficina de correus i l'abocador.
- El museu on hi ha la cafeteria, l'observatori astronòmic i el museu en si.
- El portal on hi trobaràs els objectes perduts i on podràs canviar de poble.
- La botiga d'en Tom Nook on comprar i vendre coses.
- La botiga de la Pili i la Mili on comprar, dissenyar i vendre dissenys de moda i complements.

## Llocs on pescar
En el joc el jugador pot pescar en:
- La cascada (peixos de riu).
- El riu (peixos de riu).
- El mar (peixos d'aigua salada).

### Sobre la pesca
Alguns dies especials o a vegades molt aïllades podràs pescar peixos especials que són molt més cars.

## Llocs on caçar
A l'Animal Crossing Wild World es pot caçar a tot arreu menys a dins els Edificis.

### Sobre la caça
Com en la pesca a vegades comptades (després de ploure, a una hora concreta...) et trobaràs insectes més valuosos.